# Montreal, Maine and Atlantic Railway

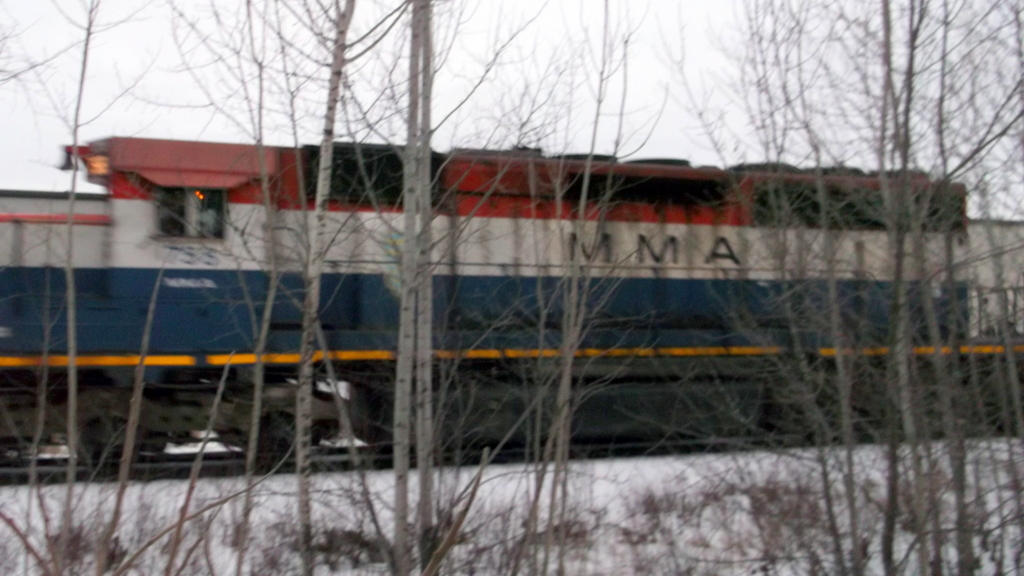
Locomotora de Montreal, Maine and Atlantic Railway

Montreal, Maine and Atlantic Railway fue un ferrocarril regional de transportes de cargas de Canadá. Opera 745 millas (1192 km), atendiendo a clientes en Maine, Vermont, Quebec y Nuevo Brunswick.

## Flota de locomotoras
La MMA tenía un plantel de 46 locomotoras diésel EMD y GE.
- Locomotoras EMD de General Motors:

3 GP7 (21-23), 2 GP9 (79 y 100), 6 F40PHM-2 (450-451, 454, 457-458 y 461) y 1 F3 (502)
- Locomotoras GE:

2 B23-7 (2000, 4207, 4224, 4231, 4237, 4243 y 4252), 5 C30-7 (3603, 3605 y 3609) y 15 B39-8 (8522, 8525, 8536, 8539, 8541, 8546, 8548, 8553, 8560-8561, 8566, 8569, 8578, 8583 y 8592)
- Datos: Q11693544
- Multimedia: Montreal, Maine and Atlantic Railway / Q11693544